# Hans Andreas Limi

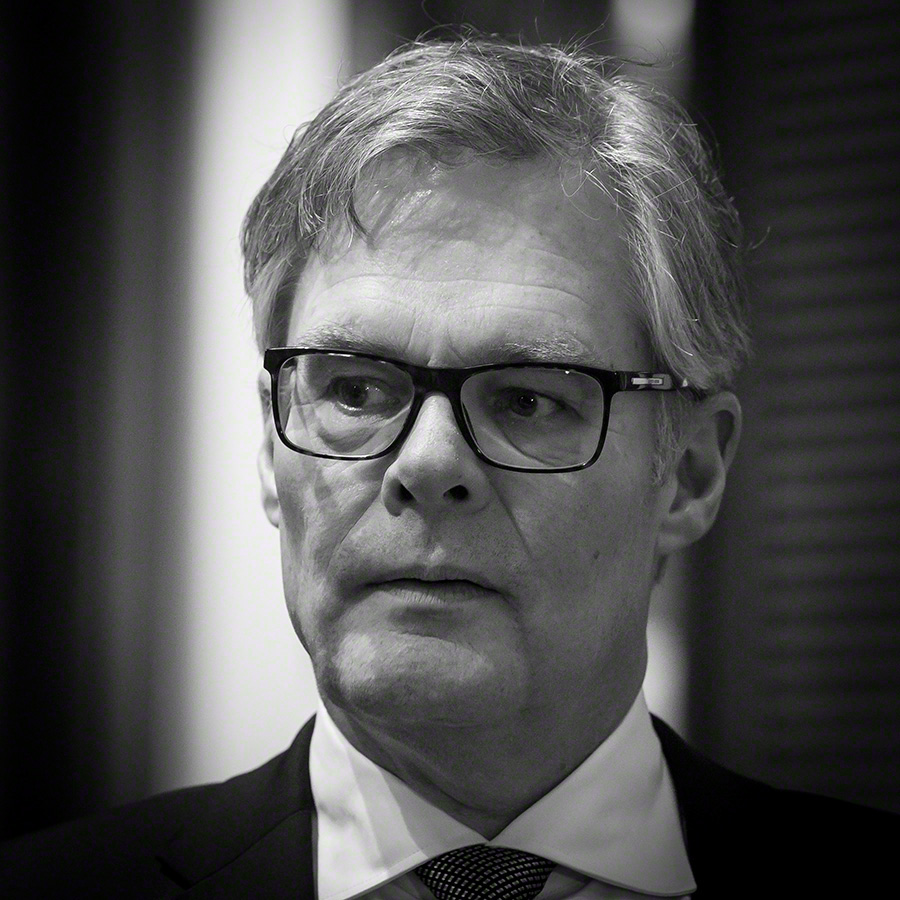
Hans Andreas Limi, 2016

Hans Andreas Limi (* 26. September 1960 in Porsgrunn) ist ein norwegischer Politiker der rechten Fremskrittspartiet (FrP), der stellvertretender Vorsitzender er seit April 2023 ist. Seit 2013 ist er Abgeordneter im Storting.

## Leben
Nach seiner Schulzeit, die er 1979 am Handelsgymnasium Telemark beendete, arbeitete Limi bis 2013 unter anderem als Bänker und als Geschäftsleiter seines eigenen Unternehmens. Bei der Fremskrittspartiet war er in den Jahren 1988 bis 1994 als Generalsekretär tätig. In den Jahren 1983 bis 1987 war saß er im Kommunalparlament von Skien, im Jahr 1991 war er Teil der Osloer Stadtregierung (Byråd), wo er für den Bereich Finanzen zuständig war. Von 1995 bis 1999 sowie erneut von 2011 bis 2015 war er zudem Abgeordneter im Kommunalparlament von Bærum.
Limi zog bei der Parlamentswahl 2013 erstmals in das norwegische Nationalparlament Storting ein. Dort vertritt er den Wahlkreis Akershus und er wurde zunächst Mitglied im Finanzausschuss. Nach der Wahl 2017 wechselte er in den Außen- und Verteidigungsausschuss. Im Januar 2020 kehrte er in den Finanzausschuss zurück. Limi war in seiner ersten Legislaturperiode Mitglied im Fraktionsvorstand der FrP-Gruppierung, nach der Stortingswahl 2017 übernahm er im Oktober die Position als Fraktionsvorsitzender, die er bis Januar 2020 ausübte, als Parteichefin Siv Jensen nach dem Regierungsaustritt der FrP den Posten wieder übernahm. Von Mai 2021 bis September 2021 übernahm Limi die Position des zweiten stellvertretenden Vorsitzenden des Finanzausschusses. Nach der Stortingswahl 2021 wurde er erneut einfaches Mitglied in diesem Ausschuss.
Im April 2023 wurde er als Nachfolger von Ketil Solvik-Olsen zum stellvertretenden Parteivorsitzenden gewählt. Im Mai 2025 wurde Limi in diesem Amt bestätigt.